# 니콜라이 미하일롭스키

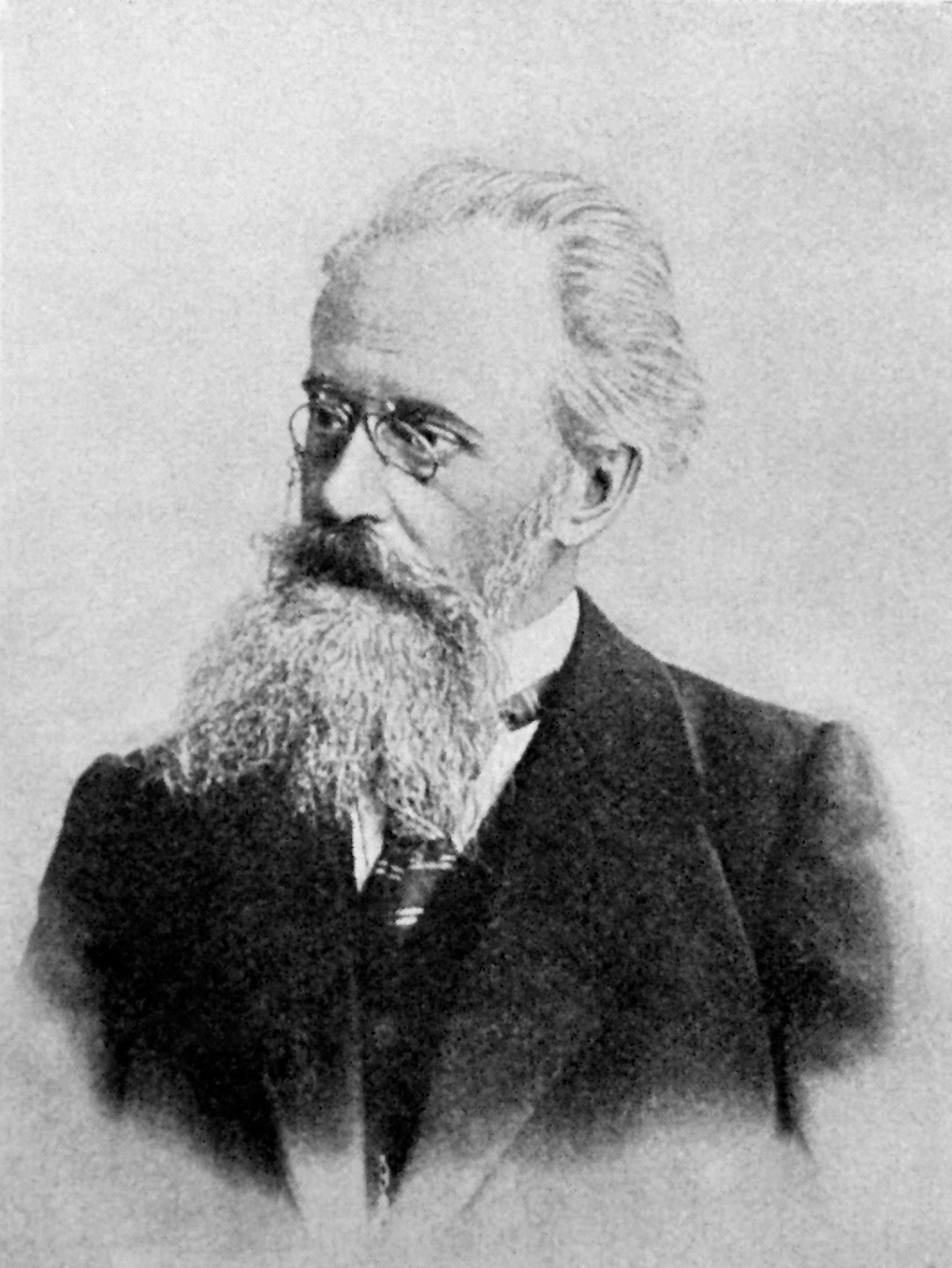
니콜라이 미하일롭스키

니콜라이 콘스탄티노비치 미하일롭스키(러시아어: Никола́й Константи́нович Михайло́вский, 1842년 11월 27일(율리우스력 11월 15일) ~ 1904년 2월 10일(율리우스력 1월 28일))는 러시아의 인민주의 철학자, 사회학자, 문학 평론가이다.

## 생애
1842년 11월 27일에 칼루가주 메숍스크에서 귀족 출신 지주 가문의 아들로 태어났으며 페테르부르크 광산기술전문학교 재학 시절에 학생 운동에 가담한 사실이 확인되어 퇴학당했다. 1860년에 발레리안 크렘핀이 편집자를 맡았던 잡지 《새벽》을 통해 문학 활동을 시작했고 《도서 게시판》, 《열린 법원》, 《일주간》, 《현대 평론》을 비롯한 여러 정기 간행물에 글을 게재했다. 1867년에는 피에르조제프 프루동의 저서 《프랑스의 민주주의》를 러시아어로 번역해서 출간했다.
1868년부터 인민주의(나로드니키) 계열의 잡지 《조국의 기록》의 편집에 참여했고 1869년에는 철학 서적 《진보란 무엇인가?》, 《영웅과 군중》을 출간했다. 1878년에 니콜라이 네크라소프가 사망한 이후에는 미하일 살티코프셰드린, 그리고리 옐리세예프와 함께 잡지 《조국의 기록》의 편집자로 활동했다. 1879년에는 상트페테르부르크 넵스키가 80번지에 위치한 도서관에서 파벨 자소딤스키를 비롯한 인민의 의지당 지도부 인사들과의 만남을 가졌다. 1880년대에는 톨스토이 운동을 비판하는 평론을 통해 순수한 예술을 비판하고 문학의 사회성을 강조했다. 또한 표도르 도스토옙스키의 문학 작품을 분석한 《잔혹한 천재》를 비롯한 문학 평론 작품을 집필했다.
1882년부터 1891년까지 상트페테르부르크에서 추방된 이후에도 혁명 조직과의 연락을 계속했다. 1884년에 잡지 《조국의 기록》의 발행이 금지된 이후에는 《북방의 사자》와 《러시아의 사상》을 통합한 잡지 《러시아의 기록》을 창간했다. 1892년에는 《러시아의 부》의 편집을 맡았는데 생애 마지막 10년 동안에는 마르크스주의자들과의 논쟁을 벌이기도 했다. 1904년 2월 10일에 상트페테르부르크에서 향년 62세를 일기로 사망했으며 상트페테르부르크에 위치한 볼코프 묘지에 매장되었다.

## 사상
미하일롭스키는 인민주의 진영에서 표트르 라브로프의 사상을 계승한 인물로 여겨진다. 미하일롭스키는 역사에서 영웅의 역할을 강조하고 '주관적 방법'에 의해 사회의 진보를 가져오기를 기대했다. 즉 소수의 자각적인 테러리스트들에 의한 요인 암살을 개혁을 위한 하나의 수단으로 인정했다.
미하일롭스키는 러시아의 자연 경제와 가까운 상태에 있는 농촌 공동체는 장래에 사회주의의 기반이 될 수 있는 농촌이 자본주의에 의해서 분해되기 이전에 상층의 사회 구조를 바꾸어 버리는 것은 인민의 의지당과 같은 지식인에 의해서만 해결될 수 있다고 판단했다. 미하일롭스키는 테러리즘을 지지하고 자본주의와 프롤레타리아의 역할을 부정했기 때문에 러시아의 마르크스주의 진영과 대립했다.
미하일롭스키는 선진적인 인텔리겐치아(지식인)가 선택한 방향에 따라 사회 발전을 변화시킬 변화시킬 가능성을 철학적으로 입증한 이상적이고 자유로운 이론을 전개했다. 또한 "영웅과 군중" 이론을 발전시켜 사람이 모방하려는 성향에 의한 집단 행동의 메커니즘을 설명했다.